# Trzebinia
Pour l’article homonyme, voir Trzebinia (Silésie).
Trzebinia est une ville de la voïvodie de Petite-Pologne, dans le sud de la Pologne. Sa population s'élevait à 20 309 habitants en 2012.

## Histoire
Au cours de la Seconde Guerre mondiale, la ville comptait plusieurs camps de travail dépendant du camp de concentration de Auschwitz-Birkenau. La population civile fut victime de l'occupant nazi. On évalue[Qui ?] à 2 000 personnes le nombre de tués parmi les habitants de Trzebinia, soit un tiers de la population de l'époque. En 1941, le régime du Troisième Reich installe une usine de confection d'uniformes pour l'armée allemande. Pendant la guerre, l'aviation alliée bombarda la raffinerie de Trzebinia. Le 23 janvier 1945, l'Armée rouge fit son entrée dans la cité.

## Économie
Trzebinia est un important centre industriel. Une raffinerie de la société pétrolière multinationale polonaise PKN Orlen est implantée dans cette ville. PKN Orlen y a également construit la plus grande usine de production de propylène glycol biosourcé d'Europe.

## Jumelages
La ville de Trzebinia est jumelée avec les villes suivantes : 
- Ishøj
- Billy-Montigny
- Bönen

## Composition de la commune

### La ville
Les différents quartiers de la ville sont :
Energetyków  • Gaj • Gaj Zacisze • Górka • Kolonia • Krakowska • Krystynów • Krze • Krze - Kopalnia • Piaski • Północ (Nord) • Trzebionka • Salwator • Siersza • Wodna • ZWM

### Les villages sur le territoire de la commune
Bolęcin • Czyżówka • Dulowa • Karniowice • Lgota • Młoszowa • Myślachowice • Piła Kościelecka • Płoki • Psary

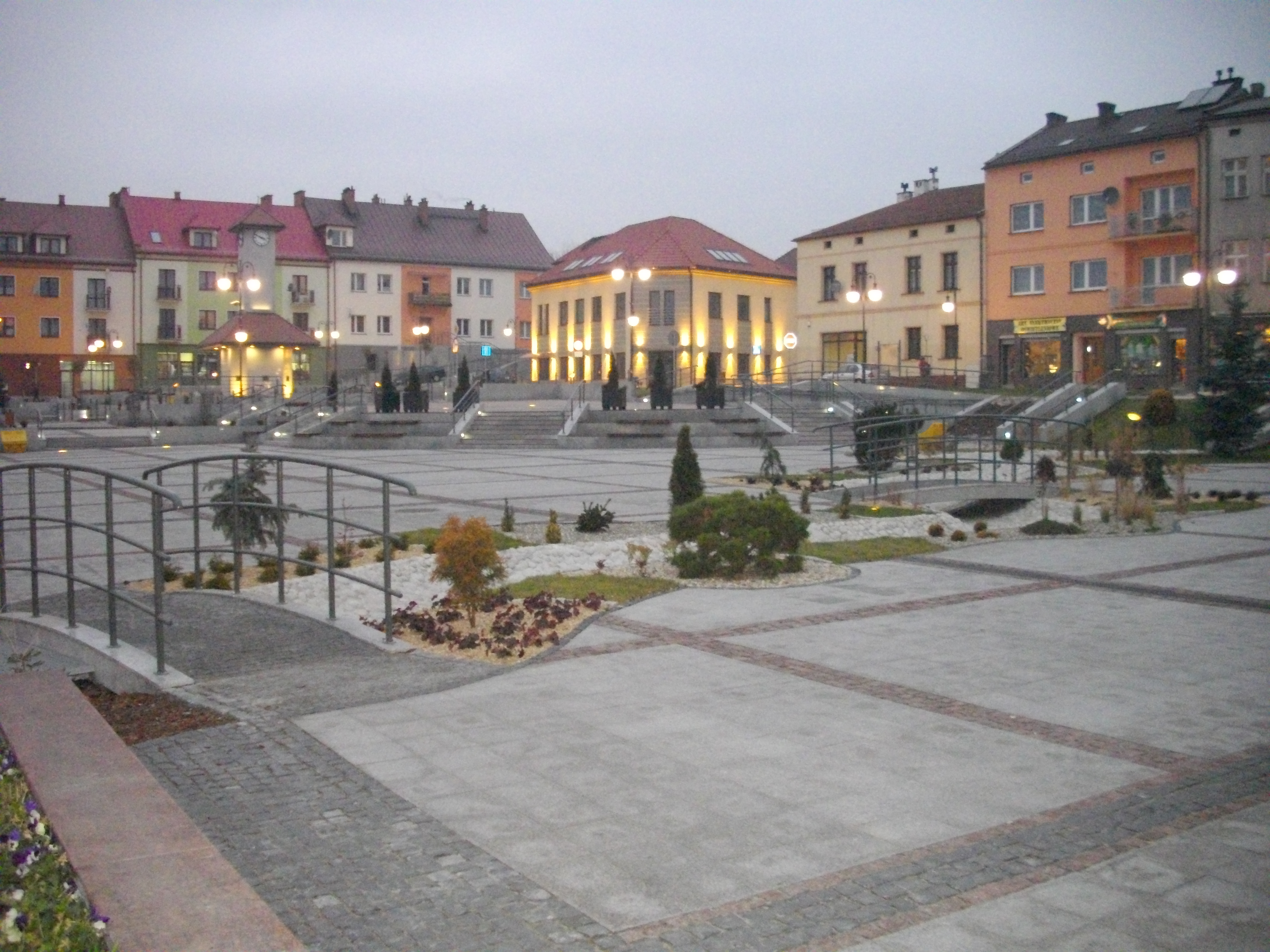
Vue partielle de Trzebinia.